# Frankenstein’s Children
Frankenstein’s Children – album kompilacyjny zespołu Big Cyc wydana w 1994 roku.

## Lista utworów
1. „Football Hooligans Are Stupid” – 0:58
2. „Ersatz Partisanen” – 2:07
3. „Berlin Zachodni” – 3:27
4. „Heavy Boots” – 2:35
5. „How Sweet to Be A Crazy” – 5:33
6. „Sąsiedzi” – 3:12
7. „Don`t Believe the Electrician” – 5:02
8. „Die Polizei ist ein Kunstwerk” – 3:11
9. „Niedziela” – 2:52
10. „Russians Are Comming” – 4:04
11. „Fuck the School” – 2:54
12. „I Love Big Noise” – 3:15
13. „Kapitan Żbik” – 3:10
14. „Frankenstein`s Children” – 3:27

## Skład
- Jacek Jędrzejak – gitara basowa, śpiew
- Roman Lechowicz – gitary
- Jarosław Lis – perkusja
- Krzysztof Skiba – teksty, śpiew